# 希拉托
希拉托（義大利語：Scillato），是意大利西西里大区巴勒莫广域市的一个市镇。总面积30.89平方公里，人口643人，人口密度20.8人/平方公里（2009年）。ISTAT代码为082081。